# Kloster Scheyern

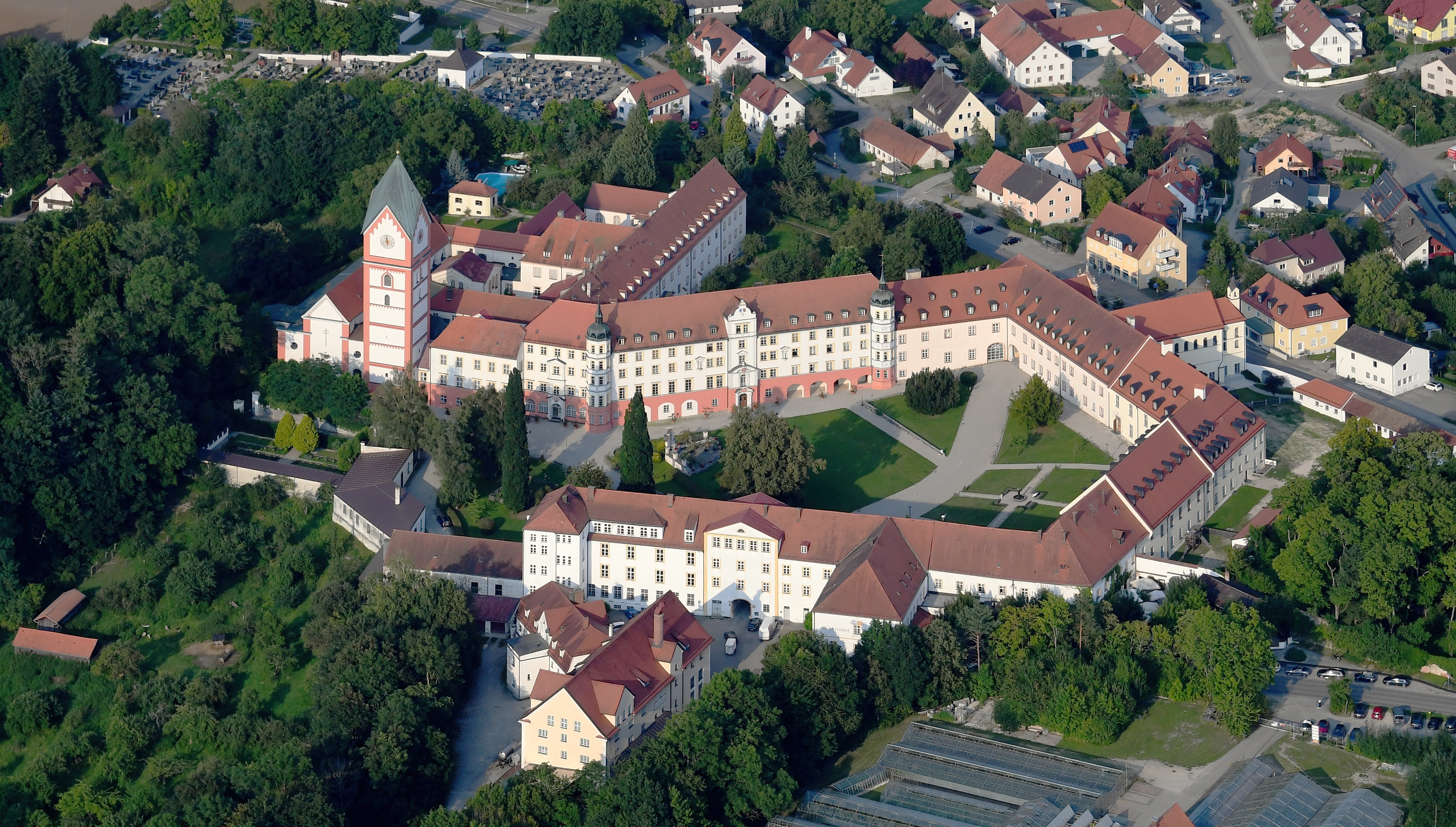
Luftbild des Klosters Scheyern

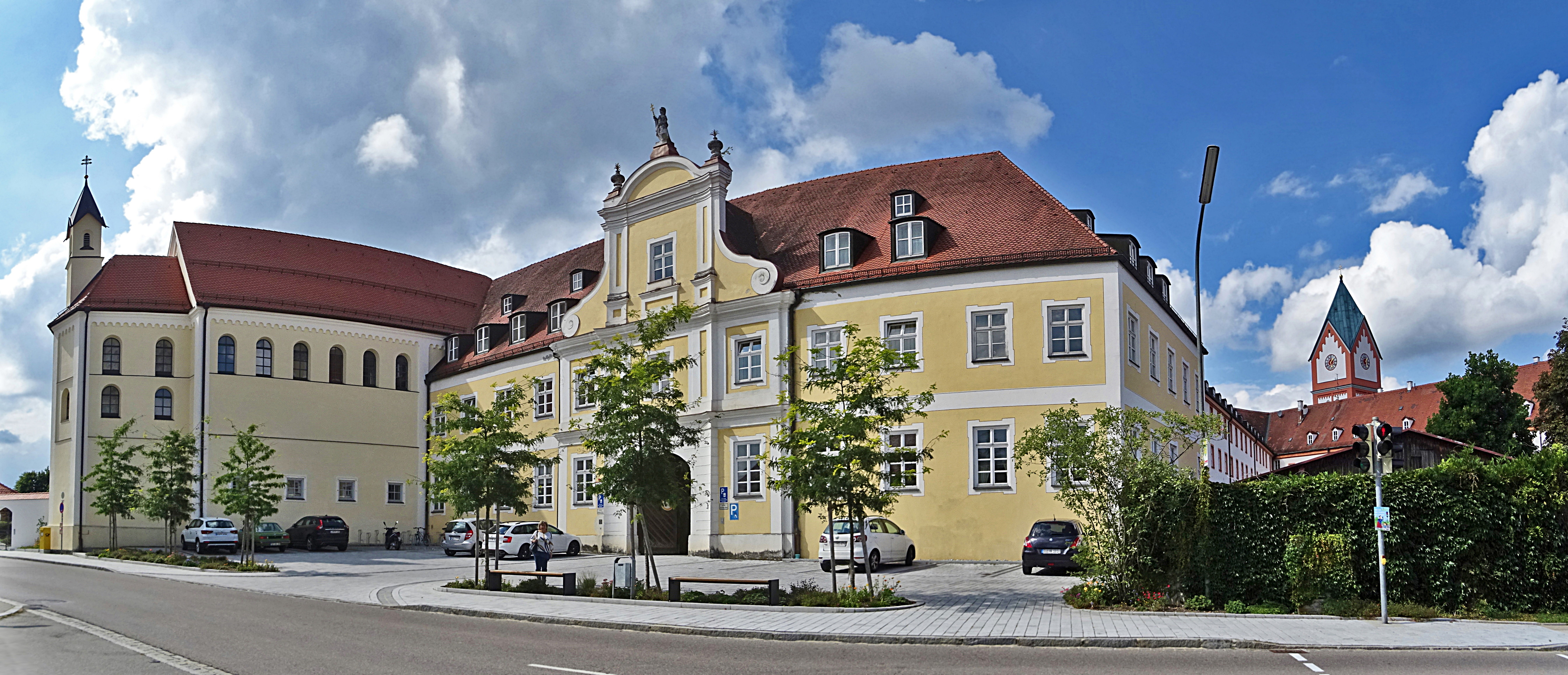
Benediktinerabtei Kloster Scheyern

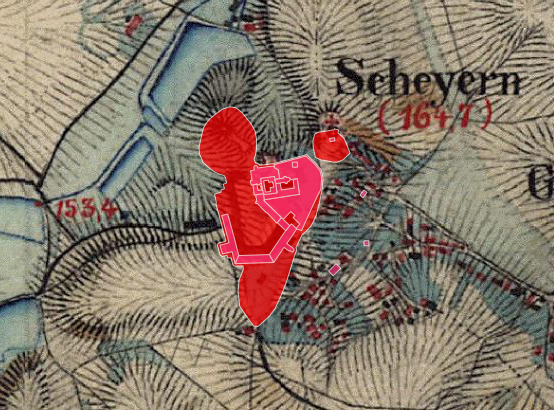
Lageplan von Kloster Scheyern auf dem Urkataster von Bayern

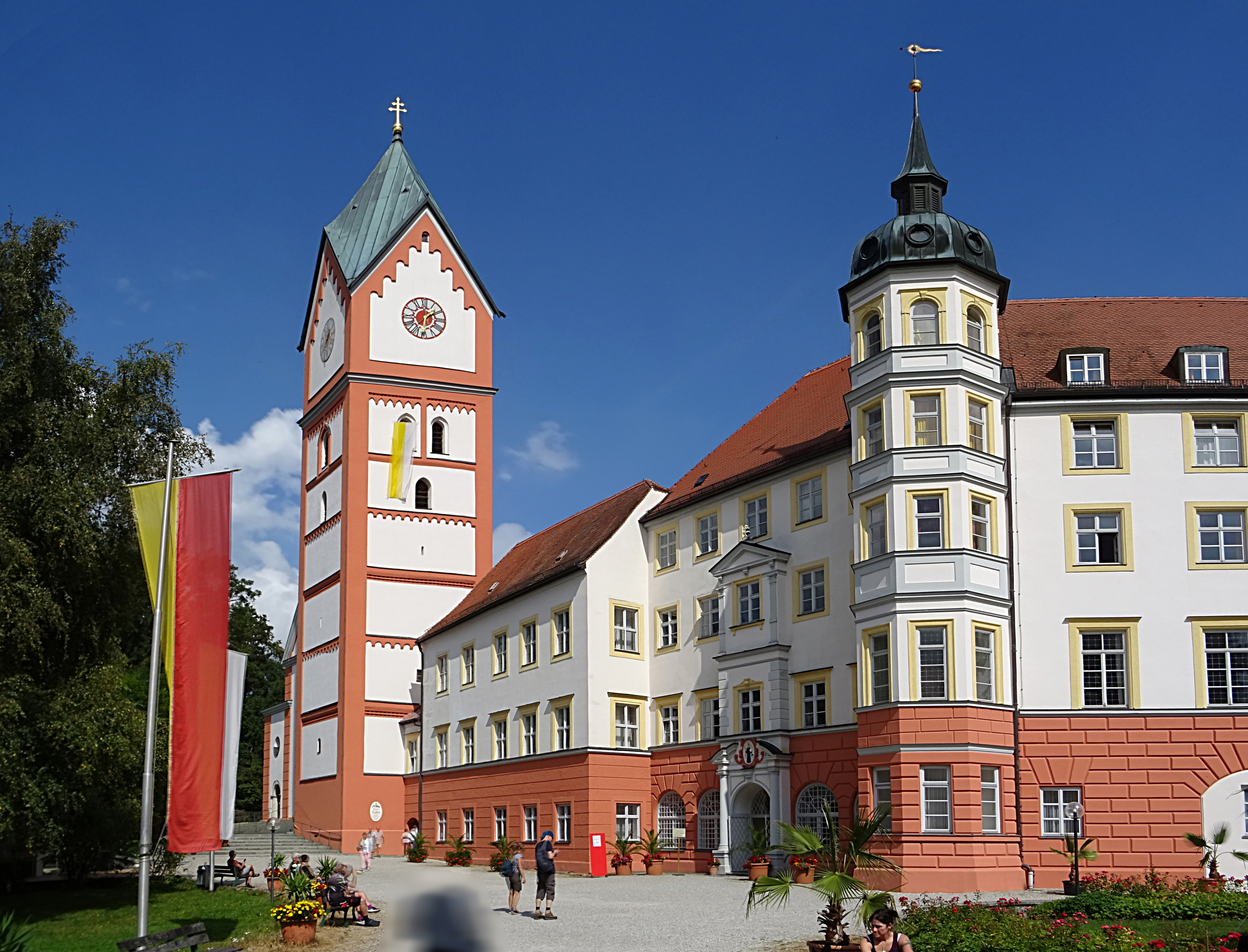
Ansicht mit Klosterpforte und Glockenturm

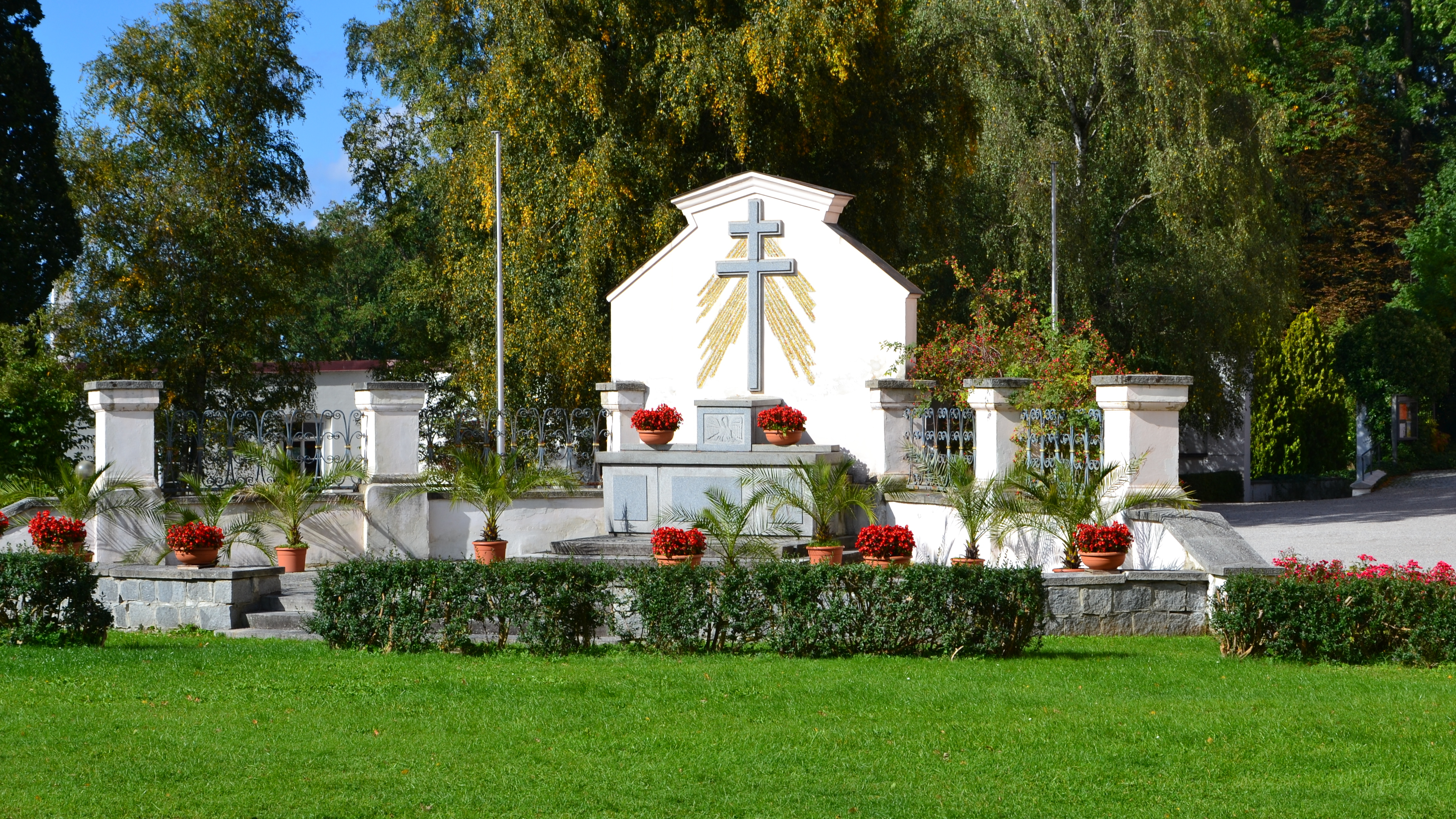
Freialtar

Das Kloster Scheyern, (lateinisch Abbatia stae. Mariae Virginis in coelum assumptae Schryrae) korrekt benannt Kloster Bayrischzell-Fischbachau-Petersberg/Eisenhofen-Scheyern, ist eine Benediktinerabtei Mariä Himmelfahrt und zum Heiligen Kreuz in Scheyern in Oberbayern. Es liegt im Erzbistum München und Freising und gehört der Bayerischen Benediktinerkongregation an. Die Anlage ist unter der Aktennummer D-1-86-151-11 als Baudenkmal verzeichnet. „Mittelalterliche und frühneuzeitliche Befunde im Bereich der ehem. Burg Scheyern und des Klosters Scheyern“ werden zudem als Bodendenkmal unter der Aktennummer D-1-7434-0171 geführt.

## Geschichte

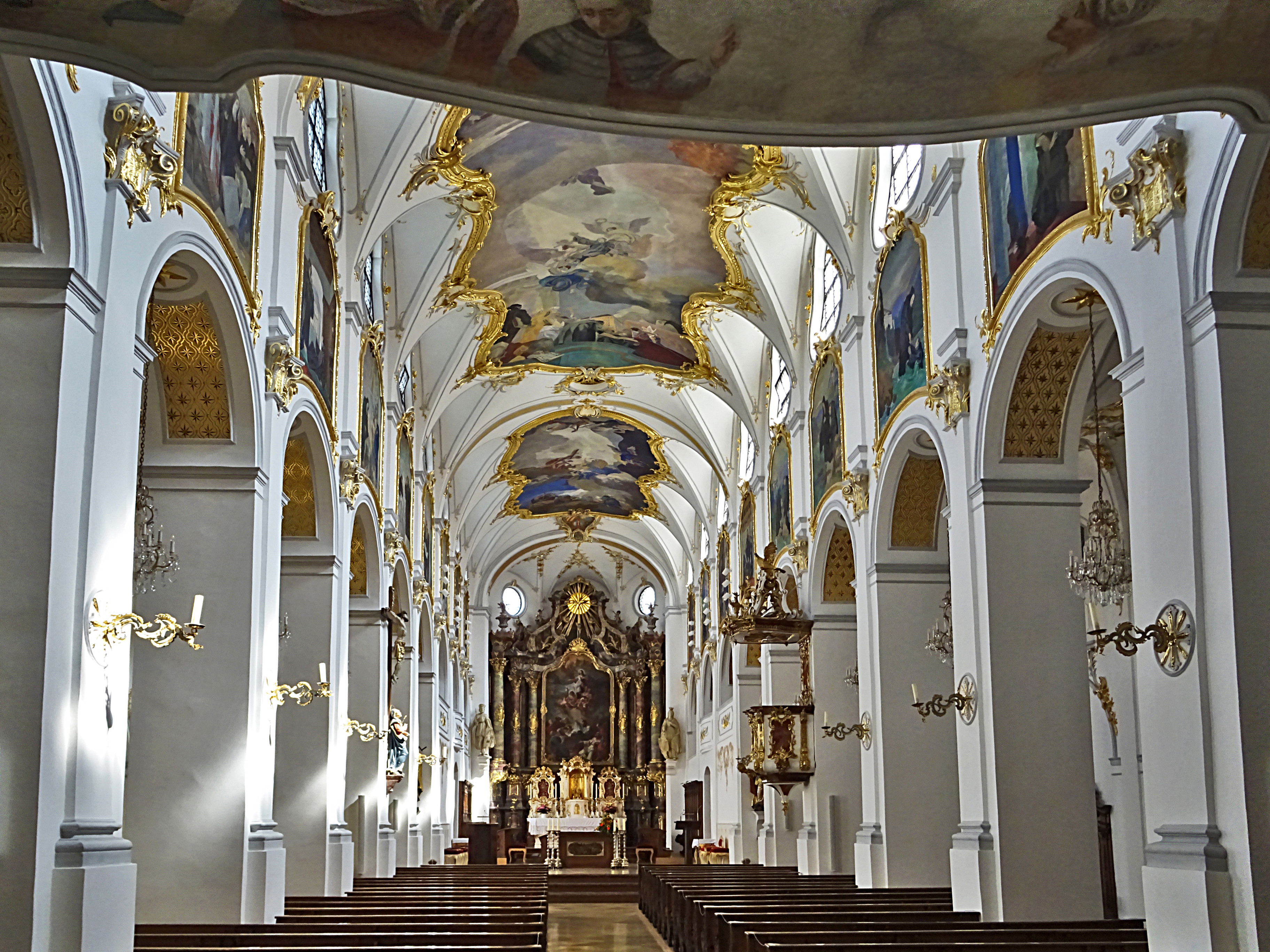
Blick durchs Langhaus auf den Altarraum der Basilika

Ihren Anfang nahm die Geschichte des Klosters im heutigen Bayrischzell. Gräfin Haziga, die spätere Frau des Grafen Otto I. von Scheyern, und ihr erster Mann, Graf Hermann von Kastl, ließen dort Gebiete roden und unterstützten im Jahre 1077 die Gründung einer Mönchszelle 1077. Die Zelle wurde von Mönchen aus dem an der Cluniazensischen Kirchenreformbewegung orientierten Kloster Hirsau im Schwarzwald besiedelt und wechselte 1087 ins nahe gelegene Fischbachau, das Haziga vom Freisinger Bischof ertauscht hatte. 1095 wurde die Zelle in Fischbachau päpstlich bestätigt. Der zunehmende Platzmangel und die fehlenden Möglichkeiten, Besitz zur Existenzsicherung zu erwerben, führten im Zeitraum zwischen 1102 und 1107 zum Umzug auf den Petersberg bei Dachau, wo Haziga, deren Söhne Bernhard, Ekkehard und Otto sowie Graf Berthold von Burgeck großzügig Besitzungen an das Kloster übergaben.
1102 wurde das Kloster zur Abtei erhoben und unter päpstlichen Schutz gestellt. Das bedeutete das Recht der freien Abtwahl und auch die Vogtfreiheit. Trotzdem trat ab 1107 Otto von Scheyern als alleiniger Schutzvogt des Klosters auf und übte dadurch einen bedeutenden Einfluss auf die inneren Belange der Abtei aus.
Nach Scheyern zogen die Mönche 1119, nachdem Graf Otto V. von Scheyern als neuer Graf von Wittelsbach in die Burg Wittelsbach umgezogen und ihnen die nunmehr ungenutzte Burg Scheyern als sein Hauskloster mit Grablege bestimmt und zugewiesen hatte. Ausschlaggebend für den Umzug vom Petersberg nach Scheyern waren für das Kloster die besseren natürlichen Gegebenheiten für eine Bewirtschaftung, unter anderem die Errichtung eines eigenen Brauereibetriebes, und der Wunsch des Grafen von Scheyern nach einem Hauskloster in einem Bereich, in dem er eine stärkere Position haben würde als im Gebiet um Eisenhofen.
Wieder schenkte die Gründerdynastie (neben ihrer alten Stammburg) beträchtliche Güter an ihr Hauskloster, das bis 1252 als Familiengrabstätte diente. Der Wittelsbacher Einfluss ging erst mit der Verleihung der Niederen Gerichtsbarkeit durch Ludwig den Bayern im Jahr 1315 und dem damit verbundenen Ende der Vogtherrschaft deutlich zurück. Im 13. Jahrhundert war das Kloster für seine Malschule und sein Skriptorium bekannt.
Am 26. Mai 1532 traf sich der französische Gesandte Guillaume du Bellay mit Vertretern von Bayern, Hessen und Sachsen, um über ein antihabsburgisches Bündnis gegen Karl V. zu verhandeln. Abt war damals Johannes Turbeit, der u. a. neue Nutzbauten anregte und das Kloster sanierte.
Am 15. November 1802 kam das Kloster in landesherrliche Verwaltung, am 21. März 1803 wurde es im Zuge der Säkularisation aufgehoben. Die Gebäude wurden verkauft und wechselten in kurzer Zeit mehrfach den Besitzer. Am 20. September 1838 wurde das Kloster von König Ludwig I. von Bayern als Propstei wiedererrichtet und am 18. März 1842 zur Abtei erhoben. 1876 bis 1878 wurde die Stifts- und Pfarrkirche Heilig Kreuz und Mariä Himmelfahrt reromanisiert.
Während des Zweiten Weltkrieges wurden im Kloster die Bibliothek und Materialien des Thesaurus Linguae Latinae aufbewahrt. Nach dem Zweiten Weltkrieg wurde das seit dem 19. Jahrhundert bis zur Aufhebung durch die Machtergreifung und die damit verbundene Kirchenverfolgung betriebene, nur sechs Jahrgangsstufen umfassende Pro-Gymnasium des Klosterseminars zu einem Humanistischen Gymnasium ausgebaut und 1969 in das Schyren-Gymnasium Pfaffenhofen übernommen. Heute wird das Seminar als Wohnheim für die 1976 eröffnete Staatliche Berufsoberschule (BOS) fortgeführt.
In der Abtei leben elf Benediktinermönche (Stand 2021). Somit zählt der Konvent Scheyern zu den kleineren Konventen der Benediktiner in Bayern.

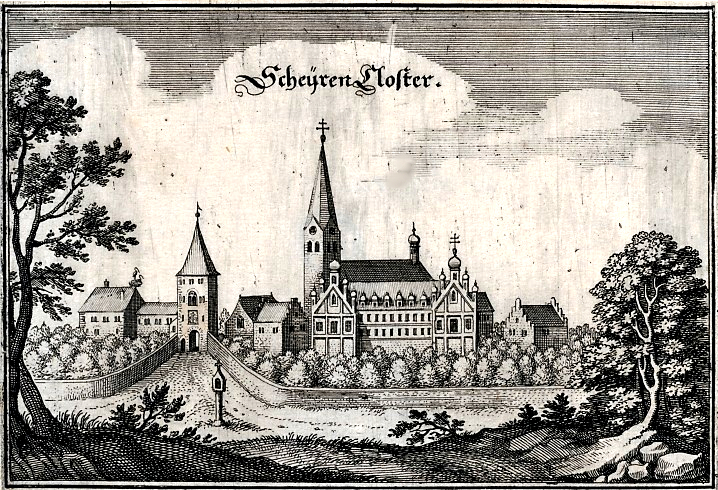
Kupferstich aus der Topographia Germaniae des Matthaeus Merian um 1644

## Basilika
Die Pfarr- und Abteikirche Heilig Kreuz und Mariä Himmelfahrt ist im Kern ein spätromanischer Bau aus dem 12./13. Jahrhundert. Die Kirche wurde als Klosterkirche der Benediktinerabtei Scheyern errichtet und diente bis ins Jahr 1253 als Grablege der Wittelsbacher. Im 16. und 18. Jahrhundert erfuhr die Kirche eine weitgehende Umgestaltung, im 19. Jahrhundert wurde sie reromanisiert. Im Jahr 1980 erfolgte die Erhebung zur Basilica minor. Die Kirche gehört zu den geschützten Baudenkmälern in Bayern.

## Scheyrer Kreuz
Seit 1180 birgt die Heiligkreuzkapelle der Klosterkirche Heilig Kreuz und Mariä Himmelfahrt und Mariä Himmelfahrt eine Reliquie des Hl. Kreuzes, die in einem Reliquiar aufbewahrt und das Scheyrer Kreuz genannt wird. Der Patriarch Fulcherius (Fulko) von Jerusalem (1146–1157) hatte einen Kanoniker namens Konrad mit einer Kreuzpartikel nach Europa gesandt, um Almosen zur Erhaltung der heiligen Stätten zu sammeln. Die Dachauer Grafen brachten die Reliquie 1156 in ihren Besitz und hielten sie verborgen. Mit dem Leichnam des letzten ihres Geschlechtes, Konrad II., kam das Hl. Kreuz nach Scheyern, wo es seither als kostbarer Schatz verehrt wird. Die Scheyerer Kreuzreliquie ist nach der Form des byzantinischen Patriarchenkreuzes gefasst; das erklärt die beiden Querbalken. Der obere Balken symbolisiert die Kreuzinschrift, die bei der Kreuzverehrung in Jerusalem gezeigt wurde.
Zu den zwei Festen Kreuzauffindung (3. Mai) und Kreuzerhöhung (14. September) finden jedes Jahr zwei besondere Wallfahrtsgottesdienste statt, die jeweils am ersten Sonntag im Mai und am 14. September oder an dem Sonntag, der diesem Tag am nächsten liegt, gefeiert werden.

## Orgel
Die im Jahr 1979 erbaute Hauptorgel von Georg Jann (heute: Thomas Jann Orgelbau) ersetzte ein Vorgängerinstrument von Heinrich Koulen aus dem Jahre 1907. Sie hat 2526 Pfeifen, einen freistehenden Spieltisch, 39 klingende Register, 46 Registerzüge, rein mechanische Tontraktur, Schleifwindladen, elektropneumatische Registertraktur und fünf mechanische Setzerkombinationen (2020 durch eine elektronische Setzeranlage ersetzt). Die Orgel wurde in ein neobarockes Hauptgehäuse eingebaut, welches in seiner äußeren Form verändert wurde. Das Rückpositiv wurde in Zusammenhang mit der Neugestaltung der Emporenbrüstung durch den Architekten Schedl entworfen.[1] Im Februar 2020 erfolgte eine Reinigung, Neuintonation und technische Überarbeitung des Instruments durch die Firma Mathis Orgelbau.

## Glocken

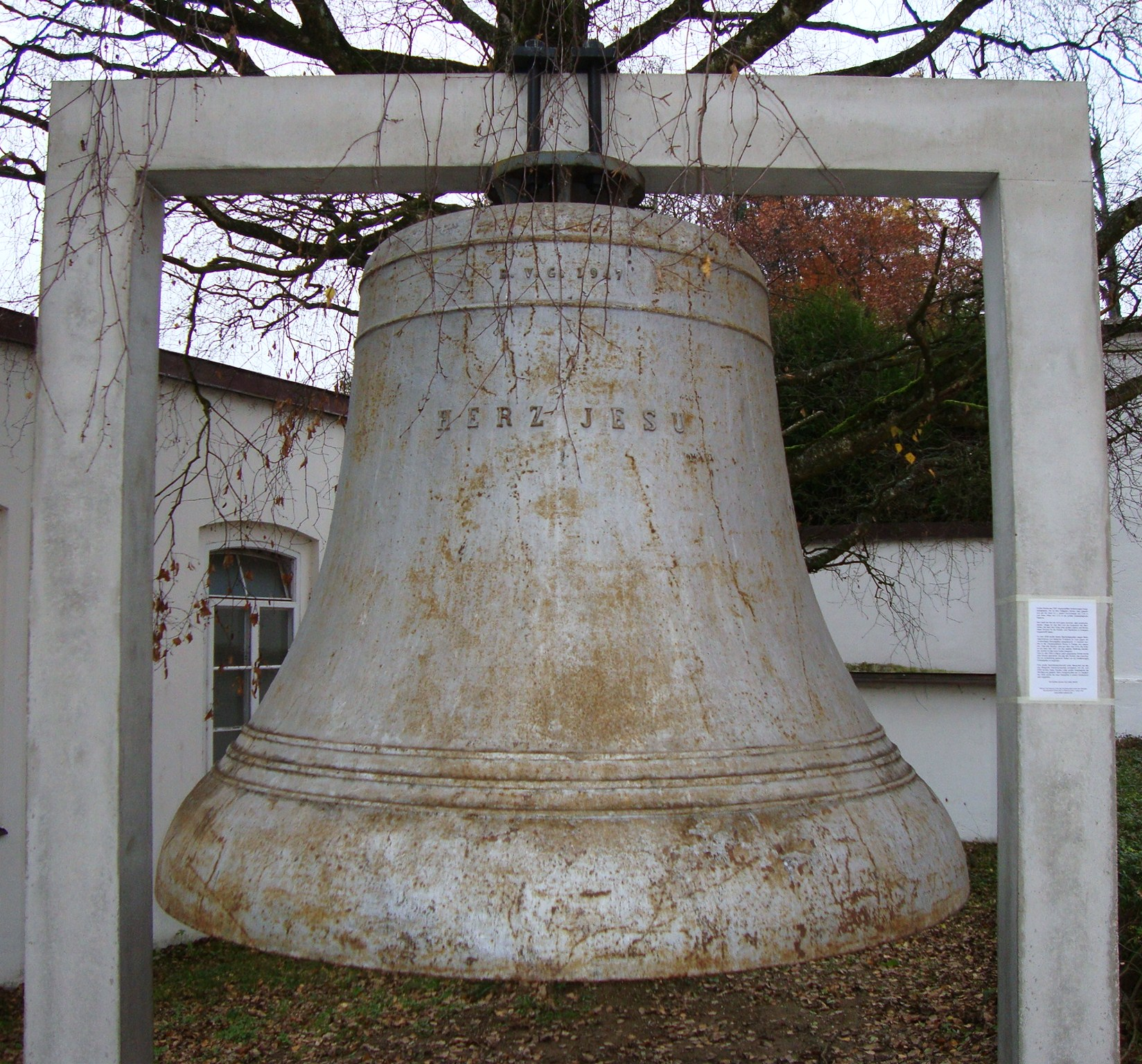
Große Herz-Jesu-Glocke des ehemaligen Gussstahlgeläuts

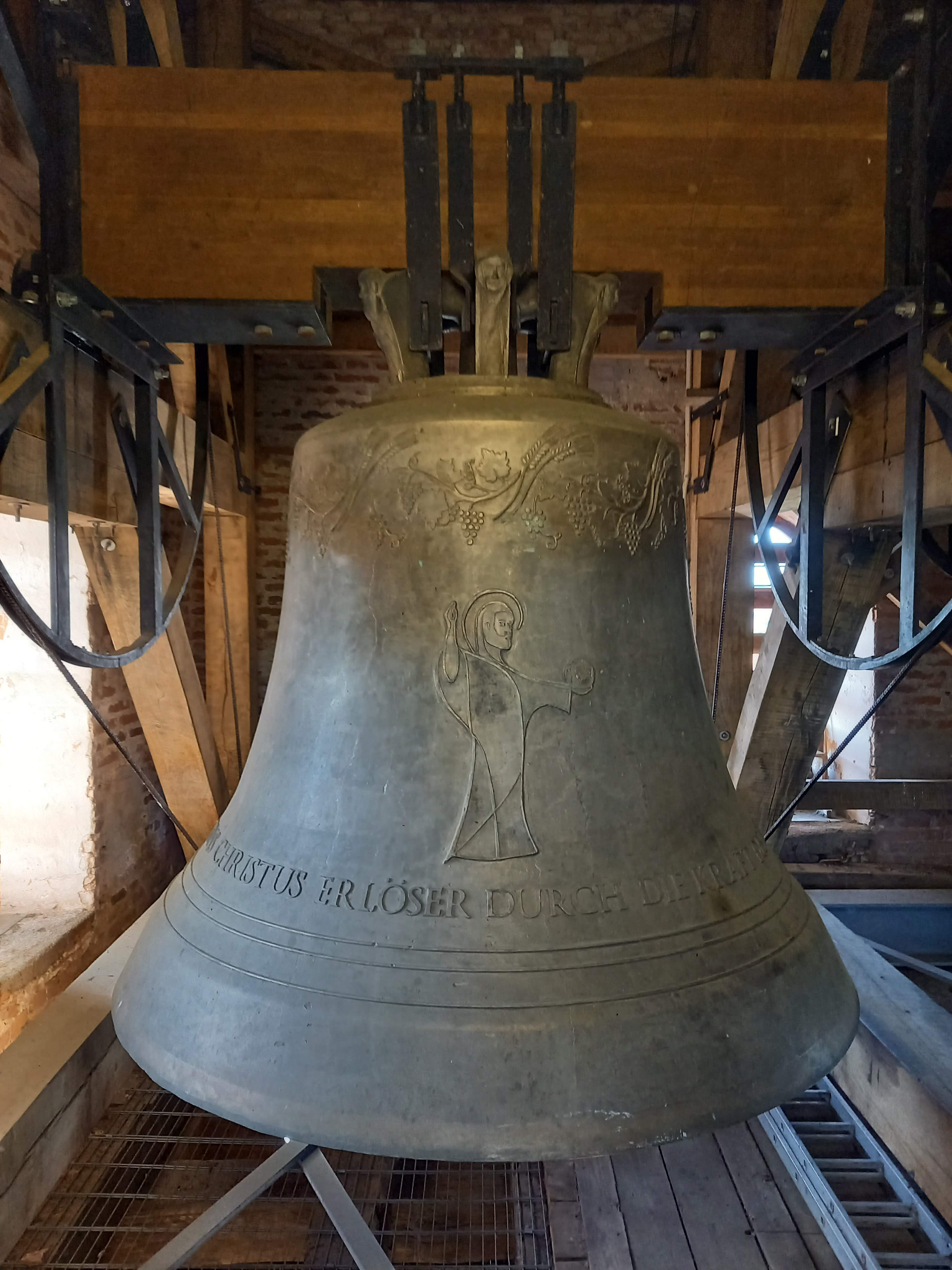
Die große Glocke Christus Salvator, die größte Kirchenglocke Bayerns

Bis zum Mai 2009 läuteten im Turm der Abteikirche fünf Gussstahlglocken des Bochumer Vereins aus dem Jahre 1947, sogenannte Sekund-Schlagton-Glocken. Die Schlagtöne der Kirchenglocken sind g0, b0, des1, e1 und g1. Die große Herz-Jesu-Glocke ist mit einem Durchmesser von 237,8 Zentimetern die größte Gussstahlglocke Bayerns und hängt starr in einem Stahlträger nahe der Kirche. Die einer Versuchsreihe des Bochumer Vereins entstammenden Sekund-Schlagton-Glocken gelten als klangliche Fehlkonstruktionen. Außerdem war der technische Zustand mangelhaft und die Kosten für eine Sanierung unverhältnismäßig hoch, sodass man sich für ein komplett neues Geläut aus Bronze entschied.
Die beiden abgestellten Glocken aus Bronze (1816 und 1921 gegossen) wurden wieder in Betrieb genommen, ebenso die kleine 2004 in Maria Laach gegossene Christusglocke, die dem Kloster angeboten wurde. 2009 ergänzte Rudolf Perner aus Passau das Geläut mit elf Glocken zu einem 14-stimmigen Ensemble von rund 24 Tonnen Gewicht. Es teilt sich in drei Gruppen auf: das Großgeläut (Glocken 1–4) in der oberen Glockenstube, das Hauptgeläut (Glocken 5–10) und das Zimbelgeläut (Glocken 10–14) zusammen in der unteren Glockenstube. Alle Glockenstühle und Joche sind aus Holz, der Läuteantrieb ist elektrisch. Die große Christus-Salvator-Glocke bildet mit ihrem Schlagton e0 das Fundament für das tontiefste Geläut Bayerns und eines der tontiefsten und umfangreichsten Geläute Deutschlands. Am Sonntag, dem 28. Juni 2009, wurden die Glocken geweiht und am Heilig-Kreuz-Fest offiziell in Betrieb genommen.
Nach der vorläufigen Läuteordnung soll dreimal täglich, um 05:30, 12:00 und 19:40 Uhr, die Heilig-Kreuz-Glocke zum Engel des Herrn läuten, woran sich jeden Abend die Josefsglocke zum Gedenken an die Verstorbenen anschließt. Außerhalb der Karwoche erinnert die Marienglocke jeweils am Donnerstagabend nach dem Abendläuten an die Todesangst und freitags um 15 Uhr an die Todesstunde Christi. Der Uhrschlag ertönt über die Glocken 8, 6 (Viertelstunden) und 2 (volle Stunden). Am Tag vor Sonn- und Feiertagen wird um 15 Uhr eingeläutet.
| Nr. | Name                         | Schlagton (HT-1/16) | Masse (kg) | Ø (mm) | Gussjahr | Gießer, Gussort                                  | Inschriften |
| 1   | Christus Salvator            | e0 +4               | 10100      | 2520   | 2009     | Rudolf Perner, Passau                            | Flanke: CHRISTUS SALVATOR / ERBARME / DICH UNSER. Wolm: RETTE UNS CHRISTUS ERLÖSER DURCH DIE KRAFT DES KREUZES                 |
| 2   | Maria                        | gis0 +4             | 4840       | 1910   | 2009     | Rudolf Perner, Passau                            | Flanke: MARIA AUFGENOMMEN / IN DEN HIMMEL / BITT FÜR UNS. Wolm: MEINE SEELE PREIST DIE GRÖSSE DES HERRN                        |
| 3   | Benediktus                   | h0 +6               | 3340       | 1670   | 2009     | Rudolf Perner, Passau                            | Flanke: HL. BENEDIKT / BITTE / FÜR UNS. Wolm: HÖRE MEIN SOHN AUF DIE WEISUNG DES MEISTERS                                      |
| 4   | Heilig Kreuz (Angelusglocke) | cis1 +4             | 2253       | 1478   | 2009     | Rudolf Perner, Passau                            | Flanke: HL. KREUZ / SEI UNS / GEGRÜSST. Wolm: WIR VERKÜNDEN CHRISTUS ALS DEN GEKREUZIGTEN                                      |
| 5   | Martinus und Korbinian       | fis1 +3             | 710        | 1075   | 1816     | Johann Spannagl, Landsberg                       | Wolm: SS. MARTINE ET CORBINIANE / ORATE PRO NOBIS                                                                              |
| 6   | Maria Magdalena              | gis1 +4             | 659        | 990    | 2009     | Rudolf Perner, Passau                            | Flanke: HL. MARIA MAGDALENA / BITTE FÜR UNS. Wolm: ER IST WAHRHAFT AUFERSTANDEN – HALLELUJA                                    |
| 7   | Josef (Sterbeglocke)         | ais1 +6             | 370        | 860    | 1921     | Georg Wolfart, Lauingen                          | Schulter: SANCTE JOSEF, ORA PRO NOBIS                                                                                          |
| 8   | Johannes der Täufer          | h1 +6               | 525        | 880    | 2009     | Rudolf Perner, Passau                            | Flanke: HL. JOHANNES / DER TÄUFER / BITTE FÜR UNS. Wolm: EINE STIMME RUFT: BEREITET DEM HERRN DEN WEG                          |
| 9   | Schutzengel                  | cis2 +4             | 427        | 817    | 2009     | Rudolf Perner, Passau                            | Flanke: IM ANGESICHT / DER ENGEL / WILL ICH DIR LOBSINGEN. Wolm: HEILIGE SCHUTZENGEL BEHÜTET UNS                               |
| 10  | Matthäus                     | e2 +6               | 237        | 673    | 2009     | Rudolf Perner, Passau                            | Wolm: HL. MATTHÄUS BITTE FÜR UNS                                                                                               |
| 11  | Markus                       | fis2 +4             | 161        | 595    | 2009     | Rudolf Perner, Passau                            | Wolm: HL. MARKUS BITTE FÜR UNS                                                                                                 |
| 12  | Christus (Herz Jesu)         | gis2 +3             | 95         | 609    | 2004     | Glockengießerei der Kunstwerkstätten Maria Laach | Schulter, zweizeilig: KOMMET HER ZU MIR ALLE DIE IHR MÜHSELIG UND BELADEN SEID / ICH WILL EUCH ERQUICKEN. Wolm: CHRISTUSGLOCKE |
| 13  | Lukas                        | a2 +4               | 88         | 493    | 2009     | Rudolf Perner, Passau                            | Wolm: HL. LUKAS BITTE FÜR UNS                                                                                                  |
| 14  | Johannes                     | h2 +5               | 79         | 470    | 2009     | Rudolf Perner, Passau                            | Wolm: HL. JOHANNES BITTE FÜR UNS                                                                                               |

## Wittelsbacher Grablege

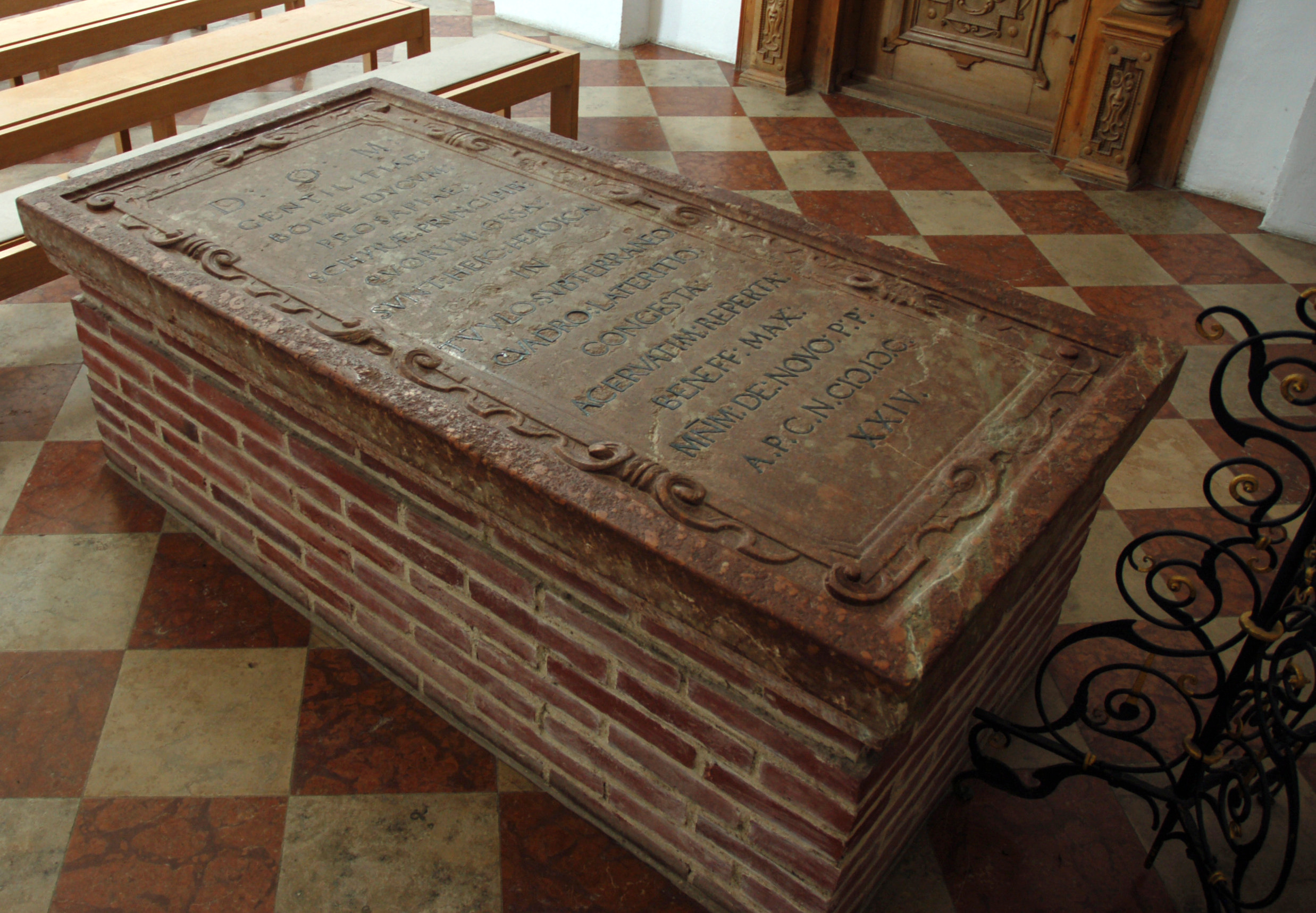
Wittelsbachergrab

In der Chorkapelle des Klosters, der ehemaligen Johanneskirche der vormaligen Burg, befindet sich die älteste Grablege der Wittelsbacher. Sie wurde im Laufe der Jahrhunderte mehrfach umgestaltet, letztmals als Einzelhochgrab 1967/69 (mit der Grabplatte vom Anfang des 17. Jahrhunderts). Folgende Mitglieder der Dynastie sind unter anderen hier bestattet:
- Otto I. (Herzog von Bayern, 1117–1183),
- Agnes von Loon (Gemahlin Ottos I., 1150–1191),
- Otto (Sohn Ottos I., 1169–1181),
- Ludwig I. (der Kelheimer) (Herzog von Bayern, Sohn Ottos I., 1173–1231),
- Otto II. (der Erlauchte) (Herzog von Bayern, Sohn Ludwigs I., 1206–1253),
- Agnes von Hannover (Gemahlin Ottos II., 1201–1267).

## Äbte
Quelle
1. Erchimbold, 1102–1111
2. Bruno, 1111–1127
3. Ulrich I., 1127–1128
4. Ulrich II., 1128–1130
5. Marquard, 1130–1131
6. Gozzold, 1131–1135
7. Ulrich III., 1135–1160
8. Eberhard, 1160–1171
9. Waldemar, 1171–1203
10. Hartmann, 1203–1206
11. Conrad I. von Luppburg, 1206–1225
12. Heinrich, 1225–1259
13. Rudolf, 1260
14. Ludwig von Greifsbach, 1260–1273, erhielt 1260 die Pontifikalien
15. Arnold, 1273–1281
16. Friedrich, 1281–1291
17. Ulrich IV. Perchtinger, 1291–1311
18. Conrad II. Perger, 1311–1323
19. Udalschalk, 1323
20. Ulrich V. Leutzenauer, 1324–1330
21. Conrad III. Leutzenauer, 1330–1348
22. Wolfgang Larspeck, 1346–1353
23. Ulrich VI. Merspeck, 1353–1376
24. Ulrich VII. Minnerspeck, 1377–1400
25. Conrad IV. Murer, 1401–1412
26. Conrad V. Tegernpeck, 1412–1421
27. Ludwig Walch, 1421–1427
28. Conrad VI. Weickmann, 1427–1436
29. Johann I. Tegernpeck, 1436–1449
30. Wilhelm Kienperger, 1449–1467
31. Georg I. Spörl, 1467–1489
32. Paulus Preu, 1489–1505
33. Johann II. Turbeyt, 1505–1535
34. Andreas Gaishofer, 1535–1547
35. Johann III. Chrysostomos Hirschböck, 1548–1558
36. Georg II. Neupöck, 1558–1574
37. Benedict Prummer, 1574–1610
38. Stephan Reitberger, 1610–1634
39. Corbinian Riegg, 1634–1658
40. Gregor Kimpfler, 1658–1693
41. Coelestin Baumann, 1693–1708
42. Benedict II. Meyding, 1708–1722
43. Maximilian Rest, 1722–1734
44. Placidus Forster, 1734–1757
45. Joachim Herpfer, 1757–1771
46. Thaddäus Ried, 1771–1775
47. Michael Grilmayr, 1775–1793
48. Martin Jelmiller, 1793–1803, † 1807
49. Rupert I. Leiß (Leis), 1838–1872
50. Rupert II. Mutzl, 1872–1896
51. Rupert III. Metzenleitner, 1896–1922
52. Simon Konrad Landersdorfer, 1922–1936 (1936–1968 Bischof von Passau)
53. Franz Seraph Schreyer, 1936–1961
54. Johannes Maria Hoeck, 1961–1972 (1951–1961 Abt in Ettal) und Bruder von Prälat Michael Höck
55. Bernhard Maria Lambert aus Steenbrugge (Belgien), 1972–2001
56. Engelbert Baumeister, 2001–2008
57. Markus Eller, seit 2008[19][20]

## Klosterbrauerei

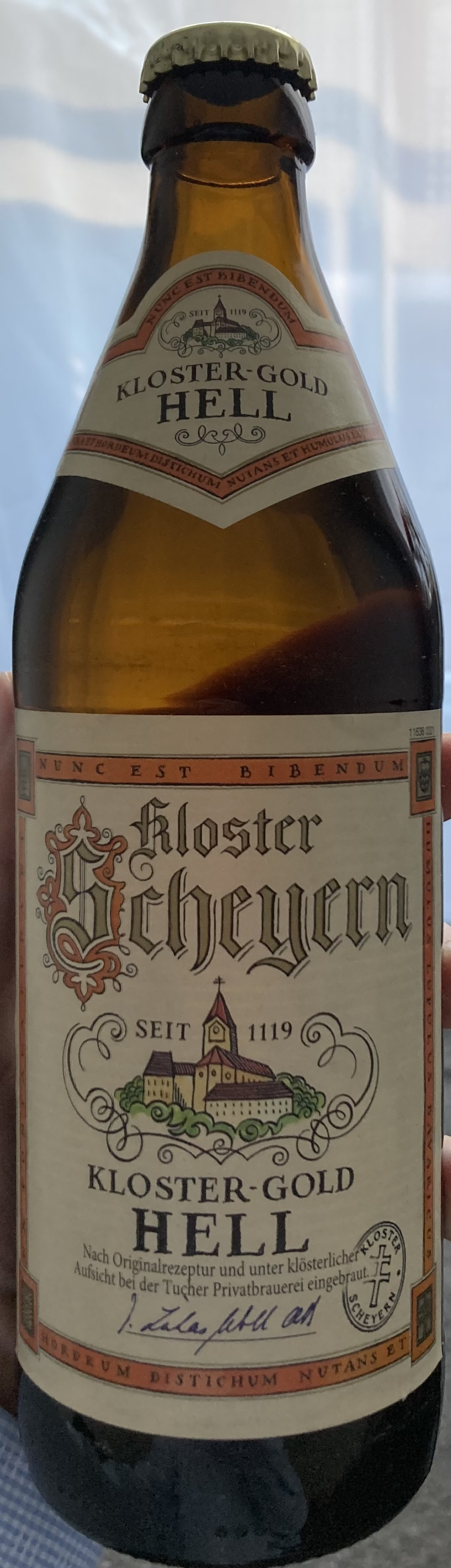
Kloster Scheyern Helles

### Geschichte
Im Kloster Scheyern wurde nachweislich spätestens im Jahr 1119 angefangen, Bier zu brauen. Die Mönche begannen mit der Bierproduktion, um den eigenen Bedarf zu decken und Einnahmen für das Kloster zu generieren. Unter Abt Georg Spörl (1467–1489) wurde ein Brauhaus auf dem Klosterkomplex errichtet. Während einer Pachtphase in den 1960er Jahren wurde das Kloster-Scheyern-Bier in Augsburg gebraut. Seit dem 21. März 2006 wird wieder in den Mauern des alten Brauereigebäudes Klosterbier gebraut. Das Motto der Brauerei ist lat. „Nunc est bibendum“, was auf Deutsch so viel wie „Jetzt lasst uns trinken“ oder wörtlich: „jetzt gilt’s zu trinken“ bedeutet.

### Brauprozess
Die Biere von Kloster Scheyern werden nach traditionellen Methoden gebraut. Dabei kommen ausschließlich natürliche Zutaten – Wasser, Malz, Hopfen und Hefe – zum Einsatz. Die Brauerei legt großen Wert auf Qualität und Nachhaltigkeit. Das verwendete Wasser stammt aus dem eigenen Klosterbrunnen auf dem Klostergelände.

### Sortiment
Kloster Scheyern bietet eine Vielzahl von Biersorten an, darunter:
- Helles: Ein helles Lagerbier mit einem milden Geschmack und einer goldenen Farbe.
- Dunkel: Ein dunkles Bier mit malzigen Aromen und einer vollmundigen Note.
- Weißbier: Ein traditionelles bayerisches Weizenbier mit fruchtigen Noten und einer hefetrüben Optik.
- Bockbier: Ein stärkeres Bier, das besonders in den Wintermonaten beliebt ist.